# Oekraïne op de Olympische Winterspelen 2002
Tijdens de Olympische Winterspelen van 2002, die in Salt Lake City (Verenigde Staten) werden gehouden, nam Oekraïne voor de derde keer deel.

## Deelnemers en resultaten
(m) = mannen, (v) = vrouwen 

### Alpineskiën
| Olympiër          | Discipline       | Resultaat | Prestatie                                                          |
| ----------------- | ---------------- | --------- | ------------------------------------------------------------------ |
| Mykola Skrjabin   | afdaling (m)     | 49e       | 1.47,65 (+8,52)                                                    |
| Mykola Skrjabin   | super g (m)      | 29e       | 1.27,84 (+6,26)                                                    |
| Mykola Skrjabin   | reuzenslalom (m) | 45e       | 2.36,27 (+12,99) — 1.18,57+1.17,70                                 |
| Mykola Skrjabin   | slalom (m)       | dnf-2     | opgave run 2 — 56,76+dnf                                           |
| Mykola Skrjabin   | combinatie (m)   | 25e       | 3.41,06 (+23,50) afdaling: 1.44,80 slalom: 1.56,26 — 55,03+1.01,23 |
| Joelija Siparenko | reuzenslalom (v) | 43e       | 2.47,62 (+17,61) — 1.25,73+1.21,89                                 |
| Joelija Siparenko | slalom (v)       | 30e       | 2.00,50 (+14,40) — 59,63+1.00,87                                   |

### Biatlon
| Olympiër                                                                  | Discipline                | Resultaat | Prestatie |
| ------------------------------------------------------------------------- | ------------------------- | --------- | --- |
| Oleksandr Bilanenko                                                       | 20 km (m)                 | 68e       | 59.34,4 (+8.31,1) pen.: 4 (0 + 2 + 0 + 2) |
| Vjatsjeslav Derkatsj                                                      | 10 km sprint (m)          | 36e       | 27.05,3 (+2.14,0) pen.: 1 (0 + 1) |
| Vjatsjeslav Derkatsj                                                      | 12,5 km achtervolging (m) | 40e       | +4.22,2 pen.: 3 (0 + 0 + 1 + 2) |
| Vjatsjeslav Derkatsj                                                      | 20 km (m)                 | 23e       | 55.01,3 (+3.58,0) pen.: 1 (0 + 0 + 0 + 1) |
| Andrij Deryzemlja                                                         | 10 km sprint (m)          | 38e       | 27.11,1 (+2.19,8) pen.: 1 (0 + 1) |
| Andrij Deryzemlja                                                         | 12,5 km achtervolging (m) | dns       | niet gestart |
| Andrij Deryzemlja                                                         | 20 km (m)                 | 27e       | 55.14,8 (+4.11,5) pen.: 1 (0 + 1 + 0 + 0) |
| Roeslan Lysenko                                                           | 10 km sprint (m)          | 53e       | 27.43,1 (+2.51,8) pen.: 2 (0 + 2) |
| Roeslan Lysenko                                                           | 12,5 km achtervolging (m) | dns       | niet gestart |
| Roeslan Lysenko                                                           | 20 km (m)                 | 24e       | 55.02,1 (+3.58,8) pen.: 2 (1 + 1 + 0 + 0) |
| Roman Pryma                                                               | 10 km sprint (m)          | 76e       | 29.16,1 (+4.24,8) pen.: 3 (1 + 2) |
| Team Vjatsjeslav Derkatsj Oleksandr Bilanenko Roman Pryma Roeslan Lysenko | 4x7,5 km estafette (m)    | 7e        | 1:27.02,2 (+3.19,9) pen.: 2-12 22.52,2 pen.: 1-3 (0-0 + 1-3) 22.06,4 pen.: 1-4 (1-3 + 0-1) 21.10,3 pen.: 0-2 (0-0 + 0-2) 20.53,3 pen.: 0-3 (0-2 + 0-1) |
|                                                                           |                           |           | |
| Oksana Chvostenko                                                         | 15 km (v)                 | 29e       | 51.34,4 (+4.05,3) pen.: 0 (0 + 0 + 0 + 0) |
| Nina Lemesj                                                               | 7,5 km sprint (v)         | 47e       | 23.37,4 (+2.56,0) pen.: 1 (1 + 0) |
| Nina Lemesj                                                               | 10 km achtervolging (v)   | dns       | niet gestart |
| Olena Petrova                                                             | 7,5 km sprint (v)         | 48e       | 23.40,9 (+2.59,5) pen.: 2 (1 + 1) |
| Olena Petrova                                                             | 10 km achtervolging (v)   | dns       | niet gestart |
| Olena Petrova                                                             | 15 km (v)                 | 24e       | 51.05,7 (+3.36,6) pen.: 1 (0 + 0 + 1 + 0) |
| Tetjana Vodopjanova                                                       | 7,5 km sprint (v)         | 31e       | 23.03,8 (+2.22,4) pen.: 2 (0 + 2) |
| Tetjana Vodopjanova                                                       | 10 km achtervolging (v)   | 26e       | +3.15,3 pen.: 4 (0 + 1 + 2 + 1) |
| Oksana Jakovljeva                                                         | 15 km (v)                 | 27e       | 51.22,2 (+3.53,1) pen.: 2 (1 + 0 + 0 + 1) |
| Olena Zoebrilova                                                          | 7,5 km sprint (v)         | 59e       | 24.33,2 (+3.51,8) pen.: 4 (2 + 2) |
| Olena Zoebrilova                                                          | 10 km achtervolging (v)   | dns       | niet gestart |
| Olena Zoebrilova                                                          | 15 km (v)                 | 34e       | 52.10,7 (+4.41,6) pen.: 3 (1 + 1 + 1 + 0) |
| Team Olena Zoebrilova Olena Petrova Nina Lemesj Tetjana Vodopjanova       | 4x7,5 km estafette (v)    | 10e       | 1:32.00,6 (+4.05,6) pen.: 1-5 22.04,0 pen.: 0-0 (0-0 + 0-0) 24.04,9 pen.: 1-3 (1-3 + 0-0) 23.19,2 pen.: 0-1 (0-0 + 0-1) 22.32,5 pen.: 0-1 (0-1 + 0-0)  |

### Bobsleeën
| Olympiër                                                                 | Discipline               | Resultaat | Prestatie                                       |
| ------------------------------------------------------------------------ | ------------------------ | --------- | ----------------------------------------------- |
| Oleksandr Ivanysjyn Oleksandr Streltsov                                  | 2-mansbob (m) Oekraïne I | 34e       | 3.18,42 (+8,31) (49,47 / 49,43 / 49,77 / 49,75) |
| Oleh Polyvatsj Bohdan Zamostjanyk Oleksandr Ivanysjyn Joerij Zjoeravskyj | 4-mansbob (m) Oekraïne I | 22e       | 3.13,77 (+6,26) (48,03 / 48,09 / 48,76 / 48,89) |

### Freestyleskiën
| Olympiër             | Discipline  | Resultaat | Prestatie                           |
| -------------------- | ----------- | --------- | ----------------------------------- |
| Stanislav Kravtsjoek | aerials (m) | 5e        | 246,30 p. (kwalificatie: 225,68 p.) |
| Enver Ablajev        | aerials (m) | 22e       | dnq (kwalificatie: 156,84 p.)       |
| Tetjana Kozatsjenko  | aerials (v) | 15e       | dnq (kwalificatie: 151,23 p.)       |

### Kunstrijden
| Olympiër                                 | Discipline | Resultaat | Prestatie                                                 |
| ---------------------------------------- | ---------- | --------- | --------------------------------------------------------- |
| Dmytro Dmytrenko                         | mannen     | 18e       | 28,5 p. (korte kür: 21 - lange kür: 18)                   |
| Halyna Manjatsjenko                      | vrouwen    | 12e       | 18,5 p. (korte kür: 15 - lange kür: 11)                   |
| Olena Ljasjenko                          | vrouwen    | 14e       | 21,0 p. (korte kür: 16 - lange kür: 13)                   |
| Aliona Savchenko Stanislav Morozov       | paarrijden | 15e       | 22,0 p. (korte kür: 16 - lange kür: 14)                   |
| Tetjana Tsjoevajeva Dmytro Palamartsjoek | paarrijden | 16e       | 23,5 p. (korte kür: 15 - lange kür: 16)                   |
| Olena Hroesjyna Roeslan Hontsjarov       | ijsdansen  | 9e        | 19,0 p. (verpl.1: 10 - verpl.2: 10 - org.: 10 - vrij: 9)  |
| Joelija Holovina Oleh Vojko              | ijsdansen  | 21e       | 43,4 p. (verpl.1: 22 - verpl.2: 22 - org.: 21 - vrij: 22) |

### Langlaufen
| Olympiër              | Discipline                       | Resultaat | Prestatie                                                       |
| --------------------- | -------------------------------- | --------- | --------------------------------------------------------------- |
| Roman Lejbjoek        | sprint (m)                       | 44e       | dnq, kwal.:3.03,21 (+13,14)                                     |
| Roman Lejbjoek        | 15 km klassiek (m)               | 32e       | 39.50,9 (+2.43,5)                                               |
| Roman Lejbjoek        | 30 km vrije stijl massastart (m) | 50e       | 1:18.52,3 (+7.21,3)                                             |
| Roman Lejbjoek        | 50 km klassiek (m)               | 22e       | 2:15.50,9 (+9.30,1)                                             |
| Roman Lejbjoek        | achtervolging 10 km+10 km (m)    | 11e       | +34,3 (klassiek:26.37,5 + vrije stijl:23.46,2)                  |
|                       |                                  |           |                                                                 |
| Maryna Pestrjakova    | 30 km klassiek (v)               | dnf       | opgave                                                          |
| Maryna Pestrjakova    | achtervolging 5 km+5 km (v)      | 57e       | niet geplaatst vrije stijl (klassiek:14.41,0 + vrije stijl:dnq) |
| Olena Rodina          | 10 km klassiek (v)               | 41e       | 31.07,4 (+3.01,8)                                               |
| Olena Rodina          | 30 km klassiek (v)               | 38e       | 1:46.51,2 (+15.54,1)                                            |
| Olena Rodina          | achtervolging 5 km+5 km (v)      | 56e       | niet geplaatst vrije stijl (klassiek:14.37,8 + vrije stijl:dnq) |
| Valentyna Sjevtsjenko | 10 km klassiek (v)               | 12e       | 29.42,7 (+1.37,1)                                               |
| Valentyna Sjevtsjenko | 15 km vrije stijl massastart (v) | 21e       | 42.16,0 (+2.21,6)                                               |
| Valentyna Sjevtsjenko | 30 km klassiek (v)               | 5e        | 1:33.03,1 (+2.06,0)                                             |
| Valentyna Sjevtsjenko | achtervolging 5 km+5 km (v)      | 21e       | +1.01,5 (klassiek:13.48,7 + vrije stijl:12.23,4)                |
| Iryna Terelja         | sprint (v)                       | 29e       | dnq, kwal.:3.23,47 (+10,71)                                     |
| Iryna Terelja         | 10 km klassiek (v)               | 11e       | 29.35,8 (+1.30,2)                                               |
| Iryna Terelja         | 15 km vrije stijl massastart (v) | 9e        | 40.39,4 (+45,0)                                                 |
| Iryna Terelja         | 30 km klassiek (v)               | 18e       | 1:37.32,9 (+6.35,8)                                             |
| Iryna Terelja         | achtervolging 5 km+5 km (v)      | 10e       | +23,7 (klassiek:13.43,7 + vrije stijl:11.50,6)                  |
| Vita Jakymtsjoek      | sprint (v)                       | 41e       | dnq, kwal.:3.28,94 (+16,18)                                     |
| Vita Jakymtsjoek      | 15 km vrije stijl massastart (v) | 44e       | 45.26,7 (+5.32,3)                                               |

### Rodelen
| Olympiër                        | Discipline | Resultaat | Prestatie                                             |
| ------------------------------- | ---------- | --------- | ----------------------------------------------------- |
| Lilija Loedan                   | vrouwen    | 6e        | 2.54,499 (+2,035) (43,800 / 43,623 / 43,565 / 43,511) |
| Oryslava Tsjoechlib             | vrouwen    | 20e       | 2.56,281 (+3,817) (44,274 / 43,942 / 44,060 / 44,005) |
| Danylo Pantsjenko Oleh Avdjejev | dubbel     | 11e       | 1.27,327 (+1,245) (43,727 / 43,600)                   |

### Schaatsen
| Olympiër       | Discipline | Resultaat | Prestatie                     |
| -------------- | ---------- | --------- | ----------------------------- |
| Andrij Fomin   | 500 m (m)  | 29e       | 1.12,64 (+3,41) — 36,26+36,38 |
| Andrij Fomin   | 1000 m (m) | 37e       | 1.11,04 (+3,86)               |
| Andrij Fomin   | 1500 m (m) | 43e       | 1.51,02 (+7,07)               |
| Olena Mjahkych | 1000 m (v) | 35e       | 1.20,13 (+6,30)               |
| Olena Mjahkych | 1500 m (v) | 38e       | 2.05,32 (+11,30)              |
| Olena Mjahkych | 3000 m (v) | 31e       | 4.24,64 (+26,94)              |

### Schansspringen
| Olympiër         | Discipline              | Resultaat | Prestatie                                          |
| ---------------- | ----------------------- | --------- | -------------------------------------------------- |
| Volodymyr Hlyvka | normale schans ind. (m) | 59e       | kwalificatie 47e — uitgeschakeld: 73,5 p. (72,0 m) |
| Volodymyr Hlyvka | grote schans ind. (m)   | 63e       | kwalificatie 49e — uitgeschakeld: 90,5 p. (54,9 m) |

### Shorttrack
| Olympiër            | Discipline | Resultaat | Prestatie                  |
| ------------------- | ---------- | --------- | -------------------------- |
| Volodymyr Hryhorjev | 500 m (m)  | 30e       | dnq, vr 3 (4e): 1.10,431   |
| Volodymyr Hryhorjev | 1000 m (m) | dq        | dnq, vr 3: diskwalificatie |
| Volodymyr Hryhorjev | 1500 m (m) | 26e       | dnq, vr 1 (5e): 2.25,316   |

### IJshockey
| Olympiër | Discipline | Resultaat | Prestatie |
| --- | ---------- | --------- | --- |
| Vasyl Bobrovnykov Ihor Tsjybirev Roeslan Fedotenko Joerij Hoenko Ihor Karpenko Dmytro Chrystytsj Serhij Klymentjev Vitalij Lytvynenko Valentyn Oletskyj Oleksij Ponikarovskyj Roman Salnykov Bohdan Savenko Vadym Sjachrajtsjoek Valerij Sjyrjajev Vladyslav Serov Kostjantyn Simtsjoek Vadym Slyvtsjenko Andrij Srjoebko Vjatsjeslav Tymtsjenko Dmytro Tolkoenov Serhij Varlamov Vjatsjeslav Zavalnjoek | mannen     | 10e       | Voorronde groep B: 0- 1 Oekraïne - Wit-Rusland 5- 2 Oekraïne - Zwitserland 4- 2 Oekraïne - Frankrijk Wedstrijd om de 9e plaats: 2- 9 Oekraïne - Letland |

Amerikaanse Maagdeneilanden · Andorra · Argentinië · Armenië · Australië · Azerbeidzjan · België · Bermuda · Bosnië en Herzegovina · Brazilië · Bulgarije · Canada · Chili · China · Chinees Taipei · Costa Rica · Cyprus · Denemarken · Duitsland · Estland · Fiji · Finland · Frankrijk · Georgië · Griekenland · Groot-Brittannië · Hongarije · Hongkong · Ierland · IJsland · India · Iran · Israël · Italië · Jamaica · Japan · Joegoslavië · Kameroen · Kazachstan · Kenia · Kirgizië · Kroatië · Letland · Libanon · Liechtenstein · Litouwen · Macedonië · Mexico · Moldavië · Monaco · Mongolië · Nederland · Nepal · Nieuw-Zeeland · Noorwegen · Oekraïne · Oezbekistan · Oostenrijk · Polen · Roemenië · Rusland · San Marino · Slovenië · Slowakije · Spanje · Tadzjikistan · Thailand · Trinidad en Tobago · Tsjechië · Turkije · Venezuela · Verenigde Staten · Wit-Rusland · Zuid-Afrika · Zuid-Korea · Zweden · Zwitserland

Uitgesloten van deelname: Puerto Rico